# 比克西耶尔苏蒙泰居
比克西耶尔-苏蒙泰居（法語：Buxières-sous-Montaigut，法語發音：[byksjɛʁ su mɔ̃tɛɡy]，意为“蒙泰居下方的比克西耶尔”）是法国多姆山省的一个市镇，属于里永区。

## 地理
比克西耶尔-苏蒙泰居（46°12'11"N, 2°50'52"E）面积10.88 平方千米，位于法国奥弗涅-罗讷-阿尔卑斯大区多姆山省，该省份为法国中南部省份，北起阿列省接壤，东临卢瓦尔省，南至上盧瓦爾省和康塔爾省，西接科雷兹省和克勒兹省。
与比克西耶尔-苏蒙泰居接壤的市镇（或旧市镇、城区）包括：拉塞勒、迪尔米尼亚、拉佩鲁斯、孔布拉耶地区蒙泰居、圣埃卢瓦莱米讷。
比克西耶尔-苏蒙泰居的时区为UTC+01:00、UTC+02:00（夏令时）。

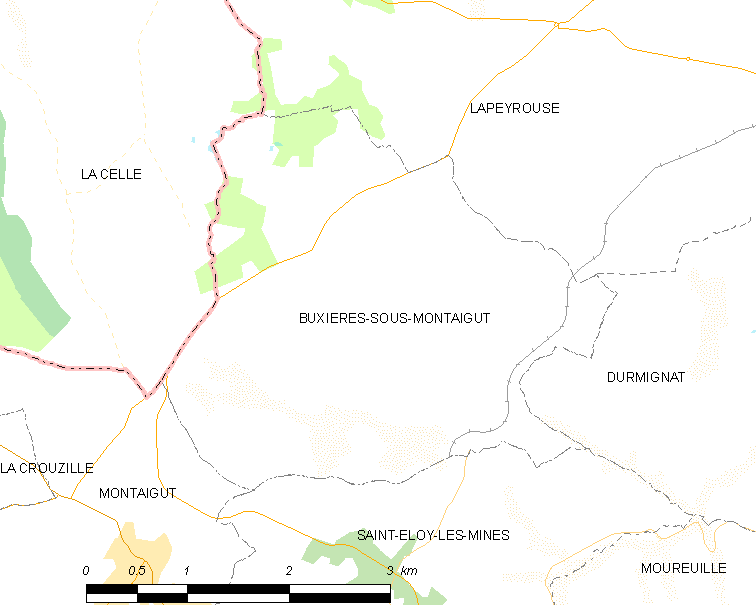
比克西耶尔-苏蒙泰居的OSM定位图

## 行政
比克西耶尔-苏蒙泰居的邮政编码为63700，INSEE市镇编码为63062。

## 政治
比克西耶尔-苏蒙泰居所属的省级选区为圣埃卢瓦莱米讷县。

## 人口

1962-2008年间比克西耶尔-苏蒙泰居人口变化图示

比克西耶尔-苏蒙泰居于2022年1月1日时的人口数量为242人。